# The Shadow Line
The Shadow Line est une mini-série britannique en sept épisodes diffusée du 5 mai au 16 juin 2011 sur la chaîne BBC Two.
La série est inédite dans les pays francophones.

## Synopsis
Harvey Wratten, un baron de la drogue récemment libéré de prison, est retrouvé mort. La série explore les méthodes de l'enquête menée par la police, mais aussi celle que mène de son côté la mafia.

## Distribution
- Chiwetel Ejiofor : DI Jonah Gabriel
- Christopher Eccleston : Joseph Bede
- Antony Sher : Peter Glickman
- Stephen Rea : Gatehouse
- Rafe Spall : Jay Wratten
- Kierston Wareing : Lia Honey
- Richard Lintern : Patterson
- Eve Best : Petra Mayler
- Lesley Sharp : Julie Bede
- Tobias Menzies : Ross McGovern
- Robert Pugh : Bob Harris
- Malcolm Storry : Maurice Crace
- Clare Calbraith : Laura Gabriel
- Sean Gilder : Beatty
- David Schofield : Sergeant Foley
- Stanley Townsend (en) : Bulkat Babur
- Ace Bhatti (en) : Commander Khokar
- Sasha Behar : Laing
- Freddie Fox : Ratallack
- Nicholas Jones (en) : Commander Penney
- Sharon D. Clarke : Mrs Dixon
- Tobi Bakare (de) : Andy Dixon